# Yacimiento de Los Villares (Huétor Tájar)
El yacimiento de Los Villares en un yacimiento arqueologíco localizado en el pago de Los Villares (Huétor Tájar), donde se han descubierto restos de un importante poblado tardoantiguo (siglos III d. C. a VI d. C.)

## Descubrimiento
El descubrimiento del yacimiento de Los Villares se realizó en el contexto de las obras de renovación y mejora de la línea Bobadilla-Granada, concretamente el tramo Loja-Tocón (2001-2002). Durante la ejecución de este proyecto se descubrieron importantes restos, dando lugar al Yacimiento de la Verdeja.
La actuación arqueológica en el yacimiento de Los Villares fue motivada por la incidencia de las obras de un proyecto complementario, que significó el ensanche de las obras proyectadas entre 6 y 12 metros, lo que significó el hallazgo de los restos arqueológicos.

## Localización
El yacimiento de Los Villares se localiza en un pago agrícola homónimo de Huétor Tájar, en el borde superior de la depresión de Loja, sobre una zona en pendiente ya limitando con el piedemonte de la depresión, aunque no muy lejana al río Genil. La zona limita al norte con una serie de alineaciones alomadas, denominadas Cerro de La Autora y Cerro de La Verdeja, ambas individualizadas por el Arroyo del Amarguillo que viene a desembocar al Río Genil. Al sur limita con la llanura aluvial del río, donde predominan los cultivos en regadío.
Esta zona presenta una condiciones naturales muy aptas para la ocupación humana, constatada en los numerosos yacimientos cercanos, que en su mayoría fueron puestos de manifiesto por las mencionadas obras de renovación y mejora de la línea Bobadilla-Granada, aunque en el caso del cerro de la Verdeja se conocen desde mediados del siglo XX.

## Yacimiento
A lo largo de los dos sectores en los que se ha estructurado la excavación se han detectado una dispersión amplia de materiales cerámicos y constructivos de época tardorromana y visigodo, que también se han detectado de forma superficial. También se han detectado restos de estructuras murarias correspondientes a hogares, llegando a estar estructurados en una alineación N-S, estando el espacio estructurado a partir de una calle.
Los restos cerámicos son los más abundantes en el yacimiento, seguidos por restos constructivos integrados por tejas curvas, tégulas y metales identificados como clavos. Los materiales son de difícil datación y la coronología del asentamiento puede oscilar entre el siglo II d. C. al VI d. C.

## Contexto histórico
Los datos aportados por la excavación denotan la importancia del hallazgo, para el estudio de la Antigüedad Tardía en esta zona de la Vega de Granada. El yacimiento se corresponde con un poblado de importantes dimensiones y puede estar en relación con el yacimiento existente en el Cerro de la Verdeja.